# Agrostis argentea
Agrostis argentea é uma espécie de gramínea do gênero Agrostis, pertencente à família Poaceae.